# Lacul Eyre
Lacul Eyre (engl."Lake Eyre") în limba aborigenilor "Kati-tanda" este cel mai mare lac din Australia care poate atinge 17 m adâncime, fiind și punctul cu cea mai joasă altitudine din Australia. 

## Date generale
Lacul ocupă o suprafață de 9.500 km², bazinul lacului are în centru un lac sărat. Lacul a fost denumit după numele cercetătorului britanic Edward John Eyre, care a descoperit lacul în anul 1840. Văzut din cosmos lacul apare ca un chip stafie. Lacul se află situat într-o regiune aridă, în sudul Australiei Centrale, parțial în Parcul Național  Lake-Eyre, statul South Australia. Apa lacului este înconjurată de un platou de sare, nivelul lacului depinde în mare măsură de anotimp. În anotimpul uscat mai rămân câteva ochiuri de apă în nordul și sudul bazinului, care sunt legate între ele prin canalul „Goyderkanal“. La fiecare trei ani se ajunge de regulă în anotimpul ploios la urcarea nivelului lacului cu 1,5 m. În ultima perioadă în anotimpul secetos, lacul era aproape complet secat. Membrii clubului "Lake Eyre Yacht Club" practică pe lac, în anotimpul ploios,  anumite sporturi nautice.

### Particularitate
Lacul Eyre este lacul cu cele mai mari variații ale suprafeței.